# Ingeborg Hallstein
Ingeborg Hallstein (* 23. května 1936 Mnichov) je německá operní koloraturní sopranistka. Dosáhla hlasového rozsahu ges – b'''.

## Život
Studovala u své matky, Elisabeth Hallstein, která byla rovněž sopranistkou a učitelkou zpěvu. V opeře debutovala v Pasově v roce 1957 v roli Musette v Pucciniho opeře Bohéma.
Po angažmá v Divadle v Basileji a Staatstheater am Gärtnerplatz v Mnichově, debutovala v roce 1960 na Salcburském festivalu jako Rosina v Mozartově opeře La finta semplice. Ve stejném roce nastoupila do angažmá v Bavorské státní opeře, kde byla řádným členem souboru od roku 1961 až do roku 1973.

## Mezinárodní kariéra
V následujících letech, vystupovala pohostinsky téměř ve všech důležitých operních domech na světě, mimo jiné Deutsche Oper v Berlíně, Státní opera v Hamburku, Teatro La Fenice v Benátkách a Teatro Colón v Buenos Aires. Zpívala rovněž v Royal Opera House v Londýně pod taktovkou Otto Klemperera a vytvořila jednu ze svých pozoruhodných rolí při znovuotevření Theater an der Wien pod taktovkou Herberta von Karajana jako Královna noci v Mozartově Kouzelné flétně.
V opeře zpívala některé z nejnáročnějších rolí koloraturního oboru, např. Zerbinettu v opeře Richarda Strausse Ariadna na Naxu, Violettu ve Verdiho opeře La traviata, Zaidu v Mozartově opeře Zaide a již zmíněnou Královnu noci v Kouzelné flétně.
Věnovala se rovněž písňovému repertoáru a provedla mnoho písňových recitálů v Německu i v zahraničí.

## Pedagogická dráha
V roce 1979 byla jmenována profesorem na konzervatoři ve Würzburgu. Po počátečním váhání se začala věnovat výchově mladých talentů a rozhodla se kvůli tomu odejít z jeviště. Ve Würzburgu vyučovala až do roku 2006. Později pořádala mistrovské kurzy v Německu a v zahraničí a je vyhledávaným porotcem mezinárodních pěveckých soutěží.

## Nahrávky
Má exkluzivní smlouvu s nahrávací společností Deutsche Grammophon, pro kterou nahrála řadu oper, operet a písní.
- 1962 Georg Friedrich Händel: Xerxes Sbor a Symfonický orchestr Bavorského rozhlasu řídí Rafael Kubelík. Osoby a obsazení: Xerxes (Fritz Wunderlich), Romilda (Jean Cook), Atalanta (Ingeborg Hallstein), Arsamenes (Naan Pöld), Amastris (Herta Töpper), Elvino (Max Proebstl), Ariodantes (Karl-Christian Kohn), Orfeo[1]

Vystupovala také – především v šedesátých a sedmdesátých letech 20. století – ve filmech a televizních pořadech.

## Ocenění
Za své zásluhy, mimo jiné za výchovu mladých talentů, obderžela řadu ocenění:
- 1968 čestný titul Bavorská komorní pěvkyně (Bayerischen Kammersängerin).
- 1977 Spolkový kříž za zásluhy (Bundesverdienstkreuz),
- 1996 Spolkový kříž za zásluhy první třídy (Bundesverdienstkreuz I. Klasse),
- 1999 Bavorský řád za zásluhy (Bayerischer Verdienstorden)